# Cluedo (serie televisiva australiana)
Cluedo è una serie televisiva gialla australiana andata in onda dal 1992 al 1993. Dal format particolare, è in parte un gioco a premi, in parte una serie televisiva. Il concept è tratto dal gioco da tavola Cluedo. Il format fu utilizzato anche per altre serie dal concept simile intitolate Cluedo e prodotte in Gran Bretagna (1990-1993), in Francia (1994-1995) e in Portogallo (1995).

## Episodi
| Stagioni         | Episodi | PrimaTV originale | Prima TV italiana |
| ---------------- | ------- | ----------------- | ----------------- |
| Prima stagione   | 13      | 1992              |                   |
| Seconda stagione | 13      | 1993              |                   |

## Personaggi
- Mrs. Elizabeth Peacock (20 episodi), interpretata da Jane Badler.
- Miss Vivienne Scarlet (3 episodi), interpretata da Nicki Paull.
- Professor Peter Plum (3 episodi), interpretato da Andrew Daddo.
- Reverendo Clem Green (3 episodi), interpretato da Peter Sumner.
- Colonnello Mike Mustard (3 episodi), interpretato da George Mallaby.
- Mrs. Blanche White (3 episodi), interpretata da Joy Westmore.
- Detective Bogong (3 episodi), interpretato da Frank Gallacher.
- Se stesso - Presentatore, interpretato da Ian McFadyen.